# 木村三生夫
木村三生夫（きむら みきお、1925年 - ）は、日本の小児医学者。慶應義塾大学医学部教授・東海大学医学部教授を経て、東海大学名誉教授。

## 人物・来歴
東京都出身。慶應義塾大学医学部卒、同大学院医学研究科（小児科学専攻）修了。1958年医学博士。慶大医学部教授を経て東海大学医学部教授（小児科）。東海大学名誉教授。社会福祉法人信泉会理事、介護老人保健施設とわだ施設長。

## 著書
- 『子どもと健康 予防接種の考え方』 (幼児の医学シリーズ)日本放送出版協会, 1971
- 『予防接種の正しい知識 副作用を起こさぬために』 (金原医学新書）金原出版, 1976
- 『風疹の手びき 障害児を生まないために』近代出版, 1976.6
- 『風疹』 (金原医学新書）金原出版, 1980.6

### 共編著
- 『予防接種の手びき』平山宗宏共編著. 近代出版, 1975
- 『カラー図説発疹症』柳下徳雄共編集. 東京医学社, 1979.1
- 『医師国家試験のための小児科要点整理・問題演習』北川照男共編. 金原出版, 1982.10
- 『小児の予防接種』 (小児科mook）編集企画. 金原出版, 1982.4
- 『予防接種 改訂版』 (小児保健シリーズ）平山宗宏共著 日本小児保健協会, 1984.6
- 『B型肝炎のすべて』 (小児保健シリーズ）平山宗宏共編. 日本小児保健協会, 1985.12
- 『学校と小児保健』 (小児保健シリーズ）高石昌弘共編. 日本小児保健協会, 1986.12
- 『STDと小児 親から子への感染の危険』 (小児保健シリーズ）平山宗宏共編. 日本小児保健協会, 1989.2
- 『ワクチン最前線 その使い方』1-2、高橋理明共編. 医薬ジャーナル社, 1989-91
- 『マススクリーニングと小児保健 親から子への感染の危険』 (小児保健シリーズ）北川照男共編 日本小児保健協会, 1990.9
- 『日常の小児感染症』堺春美共著. 医薬ジャーナル社, 1991.8
- 『新・予防接種の手帖 じょうずに予防接種を受けるために 第6版』堺春美共著. 近代出版, 1995.3
- 『予防接種の手びき 第7版』平山宗宏, 堺春美共編著 近代出版, 1995.4
- 『予防接種に関するQ&A集 1997』堺春美共監修. 細菌製剤協会, 1997.11

翻訳
- Ian W.Booth, Edward R.Wozniak [著]『小児科』 (ポケットカラーガイド) 丸善, 1986.5